# Liste von Eselsbrunnen
In dieser Liste sind Eselsbrunnen aufgeführt, also Brunnen im öffentlichen Raum, die Esel zum Thema haben.

## Deutschland
| Bezeichnung                    | Bild           | Standort                                                                                       | Künstler                      | Errichtung Einweihung  | Weitere Informationen |
| ------------------------------ | -------------- | ---------------------------------------------------------------------------------------------- | ----------------------------- | ---------------------- | --- |
| Ochs- und Esel-Brunnen         | weitere Bilder | Dannstadt-Schauernheim, Ortsteil Dannstadt (Lage)                                              | Gernot Rumpf                  | 1998                   | |
| Eselsbrunnen                   |                | Eisenach (Lage)                                                                                | Günther Laufer                | 1986                   | Der Brunnen wurde 1986 eingeweiht und schmückte die innerstädtische Grünanlage Rathausgarten an der Karlstraße. Mitte der 1990er Jahre wurde er verlagert, er gelangte nach einer technischen Überholung in den Park Goethegarten in Eisenach, Hinter der Mauer. |
| Eselsbrunnen                   |                | Eschbach (Pfalz) (Lage)                                                                        |                               |                        | |
| Eselsbrunnen                   | weitere Bilder | Halle (Saale), Alter Markt (Lage)                                                              | Heinrich Keiling              | 1906                   | Bronze; siehe auch Kunst im öffentlichen Raum in Halle (Saale) und Alter Markt (Halle) |
| Kaiserbrunnen am Mainzer Tor   | weitere Bilder | Kaiserslautern (Rheinland-Pfalz) (Lage)                                                        | Barbara Rumpf, Gernot Rumpf   |                        | Siehe |
| Eselsbrunnen                   | weitere Bilder | Königswinter, am Rheinufer (Rheinallee) (Lage)                                                 | Ernemann Sander               | 1984                   | |
| Leisniger Eselsbrunnen         | weitere Bilder | Leisnig, Schlossberg 34 (Lage)                                                                 | Kurt Loose                    | 1938, restauriert 2019 | |
| Eselsbrunnen                   |                | Ravensburg, Meersburger Straße, an der Hauptstelle der Kreissparkasse, Skulpturengruppe (Lage) | Karl-Henning Seemann, Löchgau | 1985–1987              | Zwischen Esel und Ballen – Brunnen über die Große Ravensburger Handelsgesellschaft |
| Eselsbrunnen (Schönau)         |                | Schönau, Gemeinde Wutha-Farnroda, Wartburgkreis, Thüringen                                     |                               |                        | |
| Eselsbrunnen (Unna)            | weitere Bilder | Unna, auf dem Alten Markt (Lage)                                                               | Josef Baron                   | 1978                   | Bronze; siehe auch Liste von Kunstwerken im öffentlichen Raum in Unna |
| Eselbrunnen (Wangen im Allgäu) | weitere Bilder | Wangen im Allgäu (Lage)                                                                        | Bonifatius Stirnberg          | 1985                   | |

## Weitere
| Bezeichnung                 | Bild | Standort                           | Staat     | Künstler             | Errichtung Einweihung | Weitere Informationen                                                                             |
| --------------------------- | ---- | ---------------------------------- | --------- | -------------------- | --------------------- | ------------------------------------------------------------------------------------------------- |
| Brunnen (Buochs) (mit Esel) |      | Buochs, Mühlematthof (Lage)        | Schweiz   | Lukas Gasser         | 1988                  | Siehe Brunnen Mühlematthof in:                                                                    |
| Eselsbrunnen                |      | Diekirch, Rue Saint-Antoine (Lage) | Luxemburg | Bonifatius Stirnberg | 1980                  | Bronze; siehe auch Kunst im öffentlichen Raum in Diekirch#Eselsbrunnen (1980) und Diekircher Esel |